# اوم هیو سوپ
اوم هیو سوپ (کره‌ای: 엄효섭؛ زادهٔ ۲۴ اکتبر ۱۹۶۶) بازیگر اهل کره جنوبی است. اوم هیو سوپ بیشتر به عنوان بازیگر نقش مکمل در فیلم‌ها و درام‌های تلویزیونی شناخته می‌شود.

## فیلم‌شناسی
- منتخب فیلم‌شناسی

### مجموعه تلویزیونی
- ملکه سوندوک (ام‌بی‌سی، ۲۰۰۹)
- مدرسه ۲۰۱۳ (کی‌بی‌اس۲، ۲۰۱۲)
- کتاب خانواده گو (ام‌بی‌سی، ۲۰۱۳)
- تو از ستاره‌ها اومدی (اس‌بی‌اس، س۲۰۱۳ال)
- به یادآور (اس‌بی‌اس، ۲۰۱۵)
- فرمانروای نقابدار (ام‌بی‌سی، ۲۰۱۷)
- غریبه (تی‌وی‌ان، ۲۰۱۷)
- وقتی تو خواب بودی (اس‌بی‌اس، ۲۰۱۷)
- زندگی (جی‌تی‌بی‌سی، ۲۰۱۸)
- دکتر جان (اس‌بی‌اس، ۲۰۱۹)
- افسانه نه دم (تی‌وی‌ان، ۲۰۲۰)
- استارت آپ (تی‌وی‌ان، ۲۰۲۰)
- جوانان ماه مه (کی‌بی‌اس۲، ۲۰۲۱)